# Maladera japonica
Maladera japonica är en skalbaggsart som beskrevs av Victor Ivanovitsch Motschulsky 1860. Maladera japonica ingår i släktet Maladera och familjen Melolonthidae. Utöver nominatformen finns också underarten M. j. korai.